# Powieść dyktatury
Powieść dyktatury – odmiana powieści iberoamerykańskiej poświęcona postaci dyktatora sprawującego władzę nad państwem. Tego typu powieści mogą dotyczyć postaci fikcyjnych lub opowiadać o bohaterach wzorowanych na rzeczywistych dyktatorach, postacie te przedstawiane są w różny sposób, mają zróżnicowane osobowości, a akcja dzieje się w różnych krajach i czasach.
Gatunek wywodzi się z XIX wieku, kiedy to powstała jedna z pierwszych tego typu powieści – Amalia Joségo Mármola, opowiadająca o rządach Juana Manuela de Rosasa w Argentynie. Jednak największy jego rozwój przypadł na wiek XX.
Do powieści dyktatury należą m.in. La bella y la fiera Rufina Blanca-Fombony, Pan Prezydent Miguela Asturiasa (wzorowany na dyktaturze Manuela Estrady Cabrery), Jesień patriarchy Gabriela Garcíi Marqueza, Ja, Najwyższy Augusta Roi Bastosa (jako dyktator przedstawiony jest José Gaspar Rodríguez de Francia) i Święto kozła Maria Vargasa Llosy (bohaterem jest Rafael Trujillo).